# أولاد داود
أولاد داود هي قرية مغربية شمال المملكة. تنتمي أولاد داود لإقليم تاونات الجبلي. تضم هذه القرية 12.271 نسمة (إحصاء 2004).